# Hesperantha sufflava
Hesperantha sufflava är en irisväxtart som beskrevs av Peter Goldblatt. Hesperantha sufflava ingår i släktet Hesperantha och familjen irisväxter. Inga underarter finns listade i Catalogue of Life.